# Wojtek Wawszczyk
Wojciech Wawszczyk, znany jako Wojtek Wawszczyk (ur. 16 sierpnia 1977 w Cieszynie) – reżyser, animator, scenarzysta i rysownik.

## Życiorys
Animację studiował w PWSFTviT, szkołę ukończył w 2001 roku z wyróżnieniem. W trakcie studiów odbył roczne stypendium w niemieckiej szkole Filmakademie Baden-Württemberg w Ludwigsburgu. Już pierwsze studenckie filmy Wawszczyka zyskały dużą popularność: Headless (Bezgłowy, 1999) i Mouse (Mysz, 2001) były pokazane na ponad 50 festiwalach i zdobyły kilka prestiżowych nagród.
Po ukończeniu szkół założył z Kamilem Polakiem niezależną grupę animatorów Studio Ploi, w ramach której współtworzył szereg filmów reklamowych i zrealizował swój kolejny krótki film Pingwin (2002).
W latach 2003–2005 pracował w Digital Domain w Los Angeles, gdzie współtworzył animację do filmów Ja, robot, Æon Flux i minutowy film promocyjny dla Wytwórni Disneya. W 2004 roku kierował grupą animatorów w Prana Studios w Bombaju przy realizacji filmowych wstawek do gry Fight Club.
W 2007 ukończył swój 16-minutowy film o drewnianej ławce zakochanej w dziewczynie Splinter (Drzazga), w technice łączącej malarstwo z komputerową animacją 3D. Wykładał animację i reżyserię filmu animowanego na Wydziale Animacji w Warszawskiej Szkole Filmowej i na krótkich warsztatach w Polsce i za granicą. Równocześnie prowadził grupę animatorów przy realizacji filmu Kamila Polaka Świteź w studiu Se-Ma-For.
Od listopada 2007 do marca 2011 razem z Tomaszem Leśniakiem i Jakubem Tarkowskim reżyserował i animował w studiu Paisa Films i Film Produkcja pełnometrażową adaptację komiksu Rafała Skarżyckiego i Tomasza Leśniaka Jeż Jerzy. Od 2009 do 2012 prowadził wykłady z animacji komputerowej na studiach magisterskich w Polsko-Japońskiej Wyższej Szkole Technik Komputerowych w Warszawie.
Od premiery Jeża Jerzego związany z warszawskim studiem animacji Human Film (dawniej: Human Ark), gdzie pracuje jako reżyser i dyrektor kreatywny. Niezależnie, lub w duecie z Kamilem Polakiem, wyreżyserował prawie 200 reklam, m.in. z serii Serce i Rozum, Plush, Berlinki, Tiger. 
Współtwórca (scenarzysta i reżyser kilku odcinków) animowanego serialu dla dzieci Kacperiada (2016). Na potrzeby serialu wraz z Tomaszem Leśniakiem stworzył film w filmie – Muchomściciel.
W 2018 i 2019 zrealizował bardzo popularną serię krótkich filmów animowanych Słońce i woda, opartych na improwizowanych piosenkach jego 5-letniego syna Gucia.
Jego debiutancka powieść graficzna Pan Żarówka została po kilkunastu latach pracy opublikowana w Polsce w kwietniu 2018 przez wydawnictwo Kultura Gniewu. Polskie Stowarzyszenie Komiksowe uznało w 2019 Pana Żarówkę za najlepszy polski album komiksowy. W 2022 ukazało się amerykańskie wydanie książki w tłumaczeniu Antonii Lloyd-Jones. Mr. Lightbulb to pierwszy polski komiks w historii opublikowany przez amerykańskie wydawnictwo Fantagraphics.
Jest scenarzystą i reżyserem filmu Smok Diplodok na motywach komiksów Tadeusza Baranowskiego. Pełnometrażowy film, łączący przełomowej jakości w Polsce animację komputerową ze scenami aktorskimi, został ukończony w 2024, po 12 latach pracy, i miał światową oraz polską premierę kinową 4 października 2024. Smok Diplodok został sprzedany do dystrybucji w ponad 110 krajach.
Równolegle podczas pracy nad Smokiem Diplodokiem stworzył wraz z Tomaszem Leśniakiem kolejną powieść graficzną. Fungae zostało wydane w 2023 przez Kulturę Gniewu.